# Myszyniec (gromada)
Myszyniec – dawna gromada, czyli najmniejsza jednostka podziału terytorialnego Polskiej Rzeczypospolitej Ludowej w latach 1954–1972.
Gromady, z gromadzkimi radami narodowymi (GRN) jako organami władzy najniższego stopnia na wsi, funkcjonowały od reformy reorganizującej administrację wiejską przeprowadzonej jesienią 1954 do momentu ich zniesienia z dniem 1 stycznia 1973, tym samym wypierając organizację gminną w latach 1954–1972.
Gromadę Myszyniec z siedzibą GRN w Myszyńcu (wówczas wsi) utworzono – jako jedną z 8759 gromad na obszarze Polski – w powiecie ostrołęckim w woj. warszawskim, na mocy uchwały nr VI/10/10/54 WRN w Warszawie z dnia 5 października 1954. W skład jednostki weszły obszary dotychczasowych gromad Myszyniec Stary i Myszyniec ze zniesionej gminy Myszyniec w tymże powiecie. Dla gromady ustalono 19 członków gromadzkiej rady narodowej.
1 stycznia 1958 do gromady Myszyniec przyłączono obszar zniesionej gromady Pełty w tymże powiecie.
31 grudnia 1959 do gromady Myszyniec przyłączono wsie Białusny Lasek, Charciabałda i Zdunek ze znoszonej gromady Zalesie w tymże powiecie.
31 grudnia 1961 do gromady Myszyniec włączono wieś Wolkowe ze zniesionej gromady Wolkowe w tymże powiecie.
Gromada przetrwała do końca 1972 roku, czyli do kolejnej reformy gminnej. 1 stycznia 1973 w powiecie ostrołęckim reaktywowano gminę Myszyniec.